# Batalla de Palo Seco
Combate de Palo Seco fue un enfrentamiento militar hecho ocurrido el 2 de diciembre de 1873 en Palo Seco, municipio de Jobabo, enclavado en Las Tunas, antiguo departamento de Oriente, Cuba. En este combate, participaron 600 hombres por la parte del Ejército realista español y 300 insurrectos mambises al mando de Máximo Gómez.

## Historia
El plan de Gómez era seguir hacia Guáimaro para hostigar las fuerzas enemigas allí acantonadas, momento en que conoció, gracias a la destreza de sus exploradores, que una fuerte columna española se dirigía a rescatar un botín de guerra ocupado por el general tunero Vicente García González. 
Inmediatamente, El Generalísimo organizó a 300 hombres, les comunicó la situación y emprendió la marcha, precedido por 40 jinetes, bajo el mando del teniente coronel Baldomero Rodríguez.
En horas de la tarde, los españoles avistan a la vanguardia cubana y echan sobre ella su caballería e incluso la infantería, con el objetivo de exterminarla. Rodríguez simula una retirada y se dirige al encuentro de sus compañeros, cuya presencia ocasiona a los españoles una tremenda sorpresa que los deja prácticamente paralizados ante el brusco e inesperado choque, viraron grupas perseguidos por los cubanos, quienes, machete en mano, despedazaron a la infantería ubicada en el camino. Posteriormente, grupos de la infantería cubana se encargarían de perseguir entre la manigua de la sabana de Palo Seco a los soldados españoles.
Se califica como una de las "cargas al machete" más importantes y efectivas en las guerras por la independencia de Cuba. Los españoles tuvieron 507 muertos —incluido el jefe de la columna española— y 70 prisioneros tras la rendición. Les fueron tomados 208 fusiles, 12 000 cartuchos, 57 caballos, 27 mulos, medicinas, ropas, prendas de valor, machetes y el convoy de provisiones. Por la parte cubana, solamente hubo 20 bajas: 3 muertos y 17  heridos, pero aniquilaron al grueso de las huestes enemigas.
El general de origen dominicano había puesto en práctica en Palo Seco, por segunda vez, su nueva táctica para combatir a los peninsulares, conocida como "El Lazo", maniobra de engaño que consistía en un movimiento táctico de retroceso ante los españoles, estos se lanzaban a la persecución de los cubanos, para luego hacer un contraataque envolvente sobre el enemigo.